# FK Kommounalnik Slonim
Maillots
Le Futbolny Klub Kommounalnik Slonim, plus couramment abrégé en FK Kommounalnik Slonim (en russe : ФК Коммунальник Слоним) ou FK Kamounalnik Slonim (en biélorusse : ФК Камунальнік Слонім), est un ancien club biélorusse de football fondé en 1969 et disparu en 2013 (date de sa fusion avec le Beltransgaz Slonim au sein du FK Slonim), et basé dans la ville de Slonim.
Le club passe notamment trois saisons en première division biélorusse en 1997, 1998 et 2000.

## Histoire
Fondé en 1969 sous le nom Kommounalnik, le club effectue ses premières années au sein des championnats locaux ou des basses divisions de la RSS de Biélorussie. Intégré en 1992 au sein de la troisième division biélorusse après la dissolution de l'Union soviétique et l'indépendance de la Biélorussie, l'équipe renommée Albertine termine deuxième du troisième niveau et monte directement au deuxième échelon pour l'exercice 1992-1993. Passant cinq saisons à ce niveau, prenant brièvement le nom KPF entre 1993 et 1995 avant de redevenir le Kommounalnik, le club termine finalement vice-champion de deuxième division en 1996 et accède ainsi au premier échelon pour la première fois de son histoire en 1997.
Finissant onzième et assurant son maintien lors de sa première saison, le Kommounalnik tombe cependant dès l'année suivante après avoir terminé dernier du championnat. Il rebondit très rapidement, remportant la deuxième division en 1999 et retrouvant l'élite, avant de se classer une nouvelle fois dernier et relégable à l'issue de la saison 2000. Il évolue par la suite dix saisons au deuxième échelon, se classant principalement dans le bas de classement, avant de finalement retomber en troisième division en 2011, où il évolue deux saisons. En début d'année 2013, le Kommounalnik et le Beltransgaz fusionnent pour donner naissance au FK Slonim sur la base de ce dernier club, signant la disparition effective du Kommounalnik.

## Bilan sportif

### Palmarès
| Compétitions nationales |
| --- |
| - Championnat de Biélorussie D2 (1) : - Champion : 1999. - Vice-champion : 1996. - Championnat de Biélorussie D3 : - Vice-champion : 1992. |

### Bilan par saison
| Saison    | Championnat | Championnat | Championnat | Championnat | Championnat | Championnat | Championnat | Championnat | Championnat | Championnat | Coupe de Biélorussie |
| Saison    | Division    | Pos         | Pts         | J           | V           | N           | D           | BP          | BC          | Diff        | Coupe de Biélorussie |
| --------- | ----------- | ----------- | ----------- | ----------- | ----------- | ----------- | ----------- | ----------- | ----------- | ----------- | -------------------- |
| 1992      | 3e          | 2e          | 21          | 15          | 8           | 5           | 2           | 21          | 10          | +11         | Seizièmes de finale  |
| 1992-1993 | 2e          | 7e          | 33          | 30          | 14          | 5           | 11          | 29          | 30          | -1          | Premier tour         |
| 1993-1994 | 2e          | 11e         | 22          | 28          | 5           | 12          | 11          | 32          | 33          | -1          | Huitièmes de finale  |
| 1994-1995 | 2e          | 4e          | 39          | 30          | 17          | 5           | 8           | 64          | 31          | +33         | Premier tour         |
| 1995      | 2e          | 5e          | 26          | 14          | 7           | 5           | 2           | 25          | 15          | +10         | Huitièmes de finale  |
| 1996      | 2e          | 2e          | 45          | 24          | 13          | 6           | 5           | 45          | 17          | +28         | Huitièmes de finale  |
| 1997      | 1er         | 11e         | 30          | 30          | 9           | 3           | 18          | 32          | 61          | -29         | Seizièmes de finale  |
| 1998      | 1er         | 15e         | 14          | 28          | 3           | 5           | 20          | 14          | 63          | -49         | Huitièmes de finale  |
| 1999      | 2e          | 1er         | 59          | 30          | 18          | 5           | 7           | 57          | 29          | +28         | Seizièmes de finale  |
| 2000      | 1er         | 16e         | 17          | 30          | 3           | 8           | 19          | 19          | 66          | -47         | Seizièmes de finale  |
| 2001      | 2e          | 10e         | 57          | 28          | 17          | 6           | 5           | 56          | 24          | +32         | Huitièmes de finale  |
| 2002      | 2e          | 8e          | 35          | 30          | 9           | 8           | 13          | 27          | 41          | -14         | Seizièmes de finale  |
| 2003      | 2e          | 10e         | 42          | 30          | 11          | 9           | 10          | 37          | 39          | -2          | Seizièmes de finale  |
| 2004      | 2e          | 11e         | 34          | 30          | 9           | 7           | 14          | 33          | 47          | -14         | Premier tour         |
| 2005      | 2e          | 13e         | 28          | 30          | 8           | 4           | 18          | 35          | 43          | -8          | Huitièmes de finale  |
| 2006      | 2e          | 11e         | 26          | 26          | 7           | 5           | 14          | 32          | 44          | -12         | Seizièmes de finale  |
| 2007      | 2e          | 12e         | 20          | 26          | 5           | 5           | 16          | 22          | 48          | -26         | Premier tour         |
| 2008      | 2e          | 10e         | 25          | 26          | 6           | 7           | 13          | 21          | 36          | -15         | Seizièmes de finale  |
| 2009      | 2e          | 10e         | 29          | 26          | 7           | 8           | 11          | 20          | 32          | -12         | Huitièmes de finale  |
| 2010      | 2e          | 15e         | 28          | 30          | 5           | 13          | 12          | 23          | 48          | -25         | Seizièmes de finale  |
| 2011      | 3e          | 5e          | 54          | 30          | 17          | 3           | 10          | 51          | 27          | +14         | Huitièmes de finale  |
| 2012      | 3e          | 8e          | 55          | 36          | 16          | 7           | 13          | 61          | 55          | +6          | Deuxième tour        |
| 2012      | 3e          | 8e          | 55          | 36          | 16          | 7           | 13          | 61          | 55          | +6          | Premier tour         |